# Fabio Camargo
Fabio de Souza Camargo (Curitiba, 17 de abril de 1973) é um advogado e político brasileiro. Atualmente é conselheiro do Tribunal de Contas do Estado do Paraná.

## Biografia
Formado em advocacia, começou sua carreira aos 16 anos como office-boy no Tribunal de Justiça do Paraná. Iniciou seu curso de direito na Universidade Tuiuti, mas logo assumiu a Assessora Jurídica do Tribunal de Justiça do estado. Sua carreira política começa no ano de 2000, quando foi eleito pela vereador na cidade de Curitiba pela primeira vez, com cerca de 8.869 votos. Ele também foi o 1º vice-presidente da Câmara Municipal de Curitiba no biênio 2003–2004. Tentou disputar a cadeira de deputado estadual nas eleições estaduais de 2002, mas não foi eleito, obtendo 32.419 votos e permanecendo na suplência. Em 2004, disputou a reeleição para um segundo mandato de vereador em Curitiba e foi reeleito, com cerca de 17.996 votos e sendo o terceiro mais votado na cidade.
No ano de 2006, tentou se candidatar novamente ao cargo de deputado estadual, desta vez obtendo êxito e conquistando 37.973 votos. Nas eleições municipais de Curitiba em 2008, se candidatou a prefeito, mas foi derrotado em primeiro turno, obtendo apenas 5.366 votos e o 6º lugar na disputa. Se candidatou à reeleição pelo cargo de deputado estadual nas eleições de 2010 e obteve 37.786 votos, sendo eleito por média.
Em julho de 2013, foi eleito na Assembleia Legislativa do Paraná para o cargo de Conselheiro do Tribunal de Contas do Estado. Obteve 27 votos contra os 22 dados ao seu colega parlamentar Plauto Miró, que disputava a mesma vaga. Renunciou ao mandato de deputado estadual em julho de 2013, sendo empossado em seguida no Tribunal de Contas. Foi vice-presidente do tribunal no biênio 2019–2020 e presidente do tribunal no biênio 2021–2022.

### Vida pessoal
Fabio é neto do desembargador do Tribunal de Justiça do Paraná Helianto Camargo e também filho do desembargador Clayton Camargo.

## Controvérsias
Foi afastado do cargo pela primeira vez em 27 de novembro de 2023, em decisão emitida pela desembargadora Regina Helena Afonso de Oliveira Portes, do Tribunal de Justiça do Paraná. Na decisão, ela afirma que o ex-deputado foi beneficiado por não ter entregue todos os documentos no prazo estabelecido. Na época, a eleição também foi anulada por falta de quórum: ele supostamente teria recebido menos votos que o necessário para ser eleito conselheiro.
O ministro Gilmar Mendes, do Supremo Tribunal Federal, o afastou do cargo novamente em junho de 2014, logo após ter dado uma liminar em abril para que ele pudesse retornar ao cargo de conselheiro. Em 2015, o presidente do Supremo Tribunal Federal à epoca, Ricardo Lewandowski, determinou o retorno de Fabio Camargo ao cargo de conselheiro. Segundo ele, o tempo em que ficou afastado do cargo afetou o funcionamento regular do tribunal.
Em 2018, o Superior Tribunal de Justiça enviou uma investigação que o acusava de gerenciar e tirar proveitos ilícitos de uma rede de prostituição na capital paranaense para a primeira instância, por decisão do ministro Og Fernandes.

## Desempenho eleitoral
| Ano  | Eleição               | Coligação                   | Partido | Candidato a       | Votos          | Resultado                |
| ---- | --------------------- | --------------------------- | ------- | ----------------- | -------------- | ------------------------ |
| 2000 | Municipal de Curitiba | PSC, PST                    | PSC     | Vereador          | 8.869 (1,04%)  | Eleito                   |
| 2002 | Estadual no Paraná    | PSC, PST                    | PSC     | Deputado estadual | 32.439         | Não eleito (1º suplente) |
| 2004 | Municipal de Curitiba | sem coligação               | PFL     | Vereador          | 17.996 (1,96%) | Eleito                   |
| 2006 | Estadual no Paraná    | coligação voto limpo        | PFL     | Deputado estadual | 37.973 (0,70%) | Eleito                   |
| 2008 | Municipal de Curitiba | Uma só Curitiba (PTB, PRTB) | PTB     | Prefeito          | 5.366 (0,53%)  | Não eleito (6º lugar)    |
| 2010 | Estadual no Paraná    | PSDB, PP, DEM, PTB e PRB    | PTB     | Deputado estadual | 37.786 (0,73%) | Eleito                   |

## Publicações
- de Souza Camargo, Fabio (2013). Poder, dinheiro e corrupção. os bastidores da CPI das falências. organizador 1ª ed. São Paulo: Edição do autor. 217 páginas. ISBN 9788591484102. Consultado em 5 de junho de 2024